# Challenger de Poprad 2016

El torneo Poprad-Tatry ATP Challenger Tour 2016 es un torneo profesional de tenis. Pertenece al ATP Challenger Series 2016. Se disputará su 2ª edición sobre superficie de tierra batida en Poprad, Eslovaquia desde el 13 al 16 de junio de 2016.

## Jugadores participantes del cuadro de individuales
| Favorito | País                       | Jugador          | Rank1 | Posición en el torneo |
| -------- | -------------------------- | ---------------- | ----- | --------------------- |
| 1        | Bandera de Eslovaquia      | Martin Kližan    | 51    |                       |
| 2        | Bandera de Argentina       | Horacio Zeballos | 92    |                       |
| 3        | Bandera de Rusia           | Karen Khachanov  | 98    |                       |
| 4        | Bandera de Eslovaquia      | Andrej Martin    | 110   |                       |
| 5        | Bandera de República Checa | Adam Pavlásek    | 114   |                       |
| 6        | Bandera de Austria         | Gerald Melzer    | 122   |                       |
| 7        | Bandera de Eslovaquia      | Jozef Kovalík    | 134   |                       |
| 8        | Bandera de Argentina       | Facundo Argüello | 173   |                       |
| 9        | Bandera de Brasil          | André Ghem       | 188   |                       |

- 1 Se ha tomado en cuenta el ranking del 6 de junio de 2016.

### Otros participantes
Los siguientes jugadores recibieron una invitación (wild card), por lo tanto ingresan directamente al cuadro principal (WC):
- Patrik Fabian
- Lukáš Klein
- Martin Kližan
- Dominik Šproch

Los siguientes jugadores ingresan al cuadro principal tras disputar el cuadro clasificatorio (Q):
- Maximilian Marterer
- Nikola Mektić
- Jan Mertl
- Vitaliy Sachko

## Campeones

### Individual Masculino
- derrotó en la final a  ,

### Dobles Masculino
- /   derrotaron en la final a   /  ,